# Lake City (Florida)
Lake City ist eine Stadt und zudem der County Seat des Columbia County im US-Bundesstaat Florida. Das U.S. Census Bureau hat bei der Volkszählung 2020 eine Einwohnerzahl von 12.329 ermittelt.
Bedingt durch ihre Lage an der Interstate 75 und mehreren Eisenbahnlinien ist die Stadt als Das Tor zu Florida bekannt.

## Geographie
Lake City liegt etwa 85 Kilometer westlich von Jacksonville im Norden Floridas.

## Geschichte
Die Stelle, an der heute Lake City steht, war bereits von amerikanischen Ureinwohnern, den Seminolen, bewohnt und wurde von ihnen Alpata Telophka genannt, was so viel bedeutet wie Stadt der Alligatoren. 1830 bildete sich in der Nähe eine neue Ansiedlung. Diese Ansiedlung wurde integriert und wird seit 1859 unter dem Namen Lake City geführt. Die Schlacht von Olutsee im Amerikanischen Bürgerkrieg fand 1864 ganz in der Nähe statt und war die einzige größere Schlacht in Florida während des Krieges.
Das Eisenbahnzeitalter begann in Lake City 1860, als durch die Florida, Atlantic and Gulf Central Railroad eine Bahntrasse von hier bis Jacksonville fertiggestellt wurde. 1861 erfolgte durch die Pensacola and Georgia Railroad der Lückenschluss nach Tallahassee und 1883 wurde durch die Pensacola and Atlantic Railroad Pensacola erreicht. Ab 1885 entwickelte sich die Stadt durch den Bau der Bahnstrecke Macon (Georgia) nach Palatka über Lake City durch die Georgia Southern & Florida Railroad zu einem wichtigen Eisenbahnknoten.

### Religionen
In Lake City gibt es derzeit 51 verschiedene Kirchen aus 14 unterschiedlichen Konfessionen. Unter den zu einer Konfession gehörenden Kirchen ist die Baptistengemeinde mit 16 Kirchen am stärksten vertreten. Weiterhin gibt es 5 zu keiner Konfession gehörende Kirchen (Stand: 2004).

### Demographische Daten
Laut der Volkszählung 2010 verteilten sich die damaligen 12.046 Einwohner auf 5.539 Haushalte. Die Bevölkerungsdichte lag bei 439,6 Einw./km². 56,6 % der Bevölkerung bezeichneten sich als Weiße, 37,3 % als Afroamerikaner, 0,4 % als Indianer und 1,6 % als Asian Americans. 1,4 % gaben die Angehörigkeit zu einer anderen Ethnie und 2,7 % zu mehreren Ethnien an. 5,4 % der Bevölkerung bestand aus Hispanics oder Latinos.
Im Jahr 2010 lebten in 34,4 % aller Haushalte Kinder unter 18 Jahren sowie 26,7 % aller Haushalte Personen mit mindestens 65 Jahren. 59,9 % der Haushalte waren Familienhaushalte (bestehend aus verheirateten Paaren mit oder ohne Nachkommen bzw. einem Elternteil mit Nachkomme). Die durchschnittliche Größe eines Haushalts lag bei 2,39 Personen und die durchschnittliche Familiengröße bei 3,05 Personen.
28,0 % der Bevölkerung waren jünger als 20 Jahre, 25,8 % waren 20 bis 39 Jahre alt, 23,9 % waren 40 bis 59 Jahre alt und 22,4 % waren mindestens 60 Jahre alt. Das mittlere Alter betrug 37 Jahre. 47,6 % der Bevölkerung waren männlich und 52,4 % weiblich.
Das durchschnittliche Jahreseinkommen lag bei 30.812 $, dabei lebten 22,8 % der Bevölkerung unter der Armutsgrenze.
Im Jahr 2000 war Englisch die Muttersprache von 96,58 % der Bevölkerung, spanisch sprachen 3,03 % und 0,39 % sprachen deutsch.

## Sehenswürdigkeiten
Folgende Objekte sind im National Register of Historic Places gelistet:
- Columbia County High School
- Horace Duncan House
- Falling Creek Methodist Church and Cemetery
- Goodbread-Black Farm Historic District
- T. G. Henderson House
- Hotel Blanche
- Lake City Historic Commercial District
- Lake Isabella Historic Residential District

## Persönlichkeiten
- Jerome Owens (1947–2005), Blues-Gitarrist, Sänger und Songwriter

## Kliniken
- Lake City Medical Center
- Shands at Lake Shore

## Schulen
- Columbia City Elementary School
- Eastside Elementary School
- Five Points Elementary School
- Melrose Elementary School
- Summers Elementary School
- Lake City Middle School
- Niblack Middle School
- Columbia High School – South
- Columbia High School – North
- Lake City Christian Academy

## Verkehr
Das Stadtgebiet wird von den Interstates 10 und 75, von den U.S. Highways 41 (SR 25), 90 (SR 10) und 441 sowie von den Florida State Roads 10A, 47, 100 und 247 durchquert.
Bis 2005 war der Bahnhof Lake City eine Station des Sunset Limited der Bahngesellschaft Amtrak von Orlando nach Los Angeles. Nach den Auswirkungen des Hurrikans Katrina wurde die Linie jedoch auf die Strecke New Orleans – Los Angeles verkürzt. Der einzige Schienenverkehr besteht seitdem aus Gütertransporten, die von der Bahngesellschaft CSX Transportation durchgeführt werden.
Die Stadt besitzt mit dem Lake City Gateway Airport einen eigenen Flughafen. Der nächste internationale Flughafen ist der Jacksonville International Airport (rund 105 km östlich).

## Kriminalität
Die Kriminalitätsrate lag im Jahr 2010 mit 597 Punkten (US-Durchschnitt: 266 Punkte) im hohen Bereich. Es gab drei Morde, sechs Vergewaltigungen, 27 Raubüberfälle, 152 Körperverletzungen, 175 Einbrüche, 581 Diebstähle, 21 Autodiebstähle und zwei Brandstiftungen.